# Norbert Tadeusz
Norbert Tadeusz (født 19. februar 1940 i Dortmund, død 11. juli 2011 i Düsseldorf) var en tysk grafiker, kunstner og maler. Han døde dagen efter åbningen af hans udstilling på Bornholms Museum.

## Literatur
- Norbert Tadeusz: Dunkle Begleiter. Schattenbilder 1965-2009, Kerber, Bielefeld 2009, ISBN 978-3-86678-302-7.
- Wieland Schmied: GegenwartEwigkeit. Spuren des Transzendenten in der Kunst unserer Zeit, Martin-Gropius-Bau, Berlin 7. april – 24. juni 1990, Edition Cantz, Stuttgart 1990; ISBN 3-89322-179-4